# Сошно (Брестская область)
Сошно (бел. Сошна) — агрогородок в Пинском районе Брестской области Белоруссии. Административный центр Сошненского сельсовета. Население — 532 человека (2019).

## География
Сошно находится в 22 км к северо-востоку от Пинска, в 5 км от юго-восточной оконечности водохранилища Погост на реке Бобрик. Через Сошно проходит автодорога Р8 Пинск — Лунинец. В 3 км расположена ж/д платформа Вылазы на линии Пинск — Лунинец.

## История
Поселение старинное, первое письменное упоминание относится к 1508 году, когда пинский князь Фёдор Ярославич даровал дворище Олизару Любецкому. Вскоре имение перешло к шляхтичу Ивану Полозу, чьи права были подтверждены королём Сигизмундом II.
С 1560-х годов село входило в состав Пинского повета Берестейского воеводства ВКЛ.
В XVIII веке Сошно перешло во владение монастыря бенедиктинцев в соседнем Городище. Монахи выстроили в Сошно деревянный костёл.
В 1793 году после второго раздела Речи Посполитой Сошно вошло в состав Российской империи, деревня входила в состав Пинского уезда.
После подавления восстания 1863 года монахи Городищенского монастыря были обвинены в поддержке восставших, монастырь был закрыт, а деревянный костёл в Сошно передан православным. Бывшие земельные владения монастыря были распроданы, Сошно в 1869 году купил советник Гардзей, а позднее имение перешло к роду Евтихиевых.
В начале XX века в имении был построен кирпичный завод, который действовал и в советское время. Здания дворянской усадьбы в Сошно были почти полностью уничтожены во время Первой мировой войны, деревянный храм также был уничтожен.
Согласно Рижскому мирному договору (1921) деревня вошла в состав межвоенной Польши, с 1939 года в составе БССР. В 1994 году была построена новая кирпичная церковь св. Ольги.

## Культура
- Дом культуры
- Музей ГУО «Сошненская средняя школа» Пинского района

## Достопримечательности
- Усадьба Евтихиевых. Усадебный дом и почти все постройки не сохранились. До наших дней дошла лишь бывшая усадебная хозпостройка конца XIX века
- Церковь св. Ольги. Построена в 1994 году
- Могилы солдат первой мировой войны
- Два археологических поселения в 300—400 метрах от деревни[5]
- Молитвенный дом евангелистских христиан

### Памятник, скульптура
- Памятник 60 землякам, погибшим в годы Великой Отечественной войны. В 1985 году установлен обелиск[5]